# Campeonato Paranaense Segunda Divisão 2021
In 2021 werd het 57ste Campeonato Paranaense Segunda Divisão gespeeld voor voetbalclubs uit de Braziliaanse staat Paraná. De competitie werd georganiseerd door de FPF en werd gespeeld van 28 augustus tot 9 oktober. São-Joseense werd kampioen. 

## Eerste fase
| Plaats | Clu              | Wed. | W | G | V | Saldo | Ptn. |
| ------ | ---------------- | ---- | - | - | - | ----- | ---- |
| 1.     | São-Joseense     | 9    | 4 | 4 | 1 | 14:9  | 16   |
| 2.     | União            | 9    | 4 | 4 | 1 | 13:9  | 16   |
| 3.     | Apucarana Sports | 9    | 4 | 3 | 2 | 17:10 | 15   |
| 4.     | PSTC             | 9    | 4 | 3 | 2 | 18:14 | 15   |
| 5.     | Iguaçu           | 9    | 3 | 5 | 1 | 11:7  | 14   |
| 6.     | Andraus          | 9    | 3 | 4 | 2 | 11:9  | 13   |
| 7.     | Verê             | 9    | 2 | 3 | 4 | 11:12 | 9    |
| 8.     | Prudentópolis    | 9    | 2 | 3 | 4 | 12:19 | 9    |
| 9.     | Nacional         | 9    | 1 | 3 | 5 | 10:15 | 6    |
| 10.    | Araucária        | 9    | 1 | 2 | 6 | 7:20  | 5    |

|  | Geplaatst voor tweede fase       |
|  | Degradatie naar Terceira Divisão |

## Tweede fase
In geval van gelijke stand gaat de club met het beste resultaat in de tweede fase door, beide finalisten promoveren.
|  | halve finale     | halve finale | halve finale | halve finale |  |              | finale | finale | finale | finale |
|  |                  |              |              |              |  |              |        |        |        |        |
|  |                  |              |              |              |  |              |        |        |        |        |
|  | São-Joseense     | 2            | 1            | 3            |  |              |        |        |        |        |
|  | PSTC             | 0            | 2            | 2            |  |              |        |        |        |        |
|  |                  |              |              |              |  | São-Joseense | 2      | 2      | 4      |        |
|  |                  |              |              |              |  | União        | 0      | 1      | 1      |        |
|  | União            | 1            | 2            | 3            |  |              |        |        |        |        |
|  | Apucarana Sports | 2            | 0            | 0            |  |              |        |        |        |        |

## Kampioen
| Campeonato Paranaense Segunda Divisão 2021 |
| Paraná                                     |
| ------------------------------------------ |
| São-Joseense Kampioen (1e titel)           |